# لورانس إف. كابلان
لورانس إف. كابلان (بالإنجليزية: Lawrence F. Kaplan)‏ هو صحفي أمريكي، ولد في 1969.